# 北条茂時
北条 茂時（ほうじょう しげとき/もちとき）は、鎌倉時代末期の北条氏の一門。鎌倉幕府の最後の連署である。
父は政村流で鎌倉幕府の第12代執権・北条煕時。母は第9代執権・北条貞時の娘。

## 生涯
生年については不明であるが、茂時が父・煕時同様に左近将監に任官・叙爵した際の年齢が、煕時と同じく15歳であったと仮定すると、逆算して嘉元元年（1303年）の生まれとなる。すると、嘉暦元年（1326年）の右馬権頭任官当時の年齢が24歳となるが、これも煕時の右馬権頭任官時と同年齢となる。母が北条貞時の娘（すなわち続柄としては得宗家の当主・北条高時の甥）であったことから、早くより左近将監・従五位下・右馬権頭・小侍所別当と昇進を重ねたが、これらは父・煕時を先例として同年齢もしくはそれ以下で行われたものとみられ、生年は嘉元元年前後であったと考えられている。正和4年（1315年）に煕時が死去すると家督を継いで和泉守護職となり、この時に執権職相続の話もあったが、血統はともかくあまりに若年だったことが影響したのか沙汰止みとなっている。
嘉暦元年（1326年）5月13日に引付頭人に任じられる（前述の右馬権頭任官はこの年の9月である）。そして嘉暦2年（1327年）の北条維貞の死後に空位となっていた連署職に第16代執権・北条守時より元徳2年（1330年）7月9日に任じられるなど、要職を歴任した。
元弘3年/正慶2年（1333年）5月22日、新田義貞の鎌倉侵攻により、北条高時ら一族と共に北条氏菩提寺の鎌倉・東勝寺で自害した（東勝寺合戦）。推定される生年（前述参照）から、享年は30歳近くであったとみられる。

## 年譜
※日付＝旧暦
- 1315年（正和4年）、家督相続。和泉守護職
- 1317年（文保元年）7月29日、従五位下左近衛将監に叙任。
- 1326年（嘉暦元年）5月13日、一番引付頭人となる。　　9月4日、右馬権頭に転任。
- 1329年（元徳元年）12月24日、正五位下に昇叙。右馬権頭如元。
- 1330年（元徳2年）7月9日、連署に異動。
- 1333年（元弘3年）5月22日、鎌倉幕府滅亡に際し東勝寺で北条高時らと自害。

※（参考）鎌倉年代記（増補続史料大成）、北条時政以来後見次第（東京大学史料編纂所所蔵影写）

## 備考

### 名前の読みについて
諱である「茂時」の読みについては、従来「しげとき」とされてきたが、当時の史料により「もちとき」とするのが正しいとする見解もある。
残存する古文書によれば、筑後国小家庄（現・福岡県うきは市）の地頭であった志田三郎左衛門尉（実名不詳）は、「関東当国司右馬権頭持時」の「重代の祗候人」（代々仕える重臣）であったという。「関東」は鎌倉幕府を指し、同幕府の執権・連署は相模守・武蔵守に任官していることが多いことから「両国司」と称された形跡が確認できる（『沙汰未練書』）ので、「関東当国司」は幕府の執権または連署を表現したものであり、「右馬権頭持時」は連署就任時に右馬権頭であった北条茂時に比定される。「持時」は、江戸幕府第14代将軍徳川家茂（いえもち）の例があるように「茂時」と同音で誤記したものと考えられるため、「茂時」は「もちとき」と読まれていたと判断すべきである。

### 異説
甲斐源氏の南部氏10代目・南部茂時を北条茂時と同一とする系図がある（南部諏訪神社の神官家所蔵の南部系図）。ただし南部茂時は、戦国期に南部氏が系図を作成したときに、『太平記』に「南部右馬頭茂時」とあった北条茂時を南部系図に取り入れた結果だと指摘されている。